# Sana Klinikum Hof
Das Sana Klinikum Hof ist ein Klinikum in Hof in Bayern. Es liegt an der Eppenreuther Straße im Stadtteil Krötenbruck.
Das Klinikum ist ein akademisches Lehrkrankenhaus der Friedrich-Alexander-Universität Erlangen-Nürnberg und verfügt über 19 Fachabteilungen sowie 8 medizinische Zentren.

## Geschichte
Seit dem 13. Jahrhundert ist in der Stadt Hof ein Krankenhaus belegt, als um 1260 eine Stiftung gegründet wurde, durch die ein Hospital, eine Hospitalkirche sowie ein Alten- und Armenhaus für Hofer Bürger am Unteren Tor nördlich der Stadtkirche St. Michaelis außerhalb der Stadtmauern gebaut wurde.
1912 wurde ein neuer Standort für den Bau eines Stadtkrankenhauses an der Eppenreuther Straße festgelegt. 1928 erfolgte die Grundsteinlegung. 1931 wurde das Krankenhaus eingeweiht, es verfügte damals über 280 Betten. Die erste Erweiterung fand 1951 auf 550 Betten statt. Im Jahr 2000 wurde eine größere Sanierung abgeschlossen und der Neubau eröffnet. Im Erdgeschoss befindet sich die Notaufnahme, die Ambulanz, das Aufnahmemanagement, die Urologie und die Palliativstation, eine Cafeteria und ein Friseursalon. In der Zeit der Corona-Pandemie wurde die Urologie in eine Corona-Station umgebaut und die Urologie in ein höher gelegenes Stockwerk verlegt. In weiteren Ebenen befindet sich die Kinderklinik und diagnostische Einrichtungen, die Intensivmedizin, Operationssäle, die Chirurgie und Gynäkologie sowie die Innere Medizin und die Raphael-Kapelle.
Im Jahr 2005 wurde ein Trägerwechsel von der Stadt Hof zu den Sana Kliniken vollzogen. 2009 wurde die Intensivstation erneuert und das erste Herzkatheterlabor eröffnet, 2012 folgte das zweite. 2017 wurde die Energiezentrale fertiggestellt, 2018 erfolgte die Erneuerung der Küche und 2019 wurde ein neuer Bauabschnitt begonnen.
Im August 2019 schloss das Klinikum einen Vertrag zur Kooperation mit der Uniklinik Erlangen. Dadurch soll ein 24 Stunden verfügbarer Konsiliardienst in Erlangen, ein Angebot zur Beurteilung und Mitbetreuung von Patienten mit frühgeborenen Kindern eingerichtet werden. In Notfällen sollen dann Operationsteams aus Erlangen in Hof operieren.
Der Urologe und Chefarzt Hansjörg Keller wurde 2019 zum 13. Mal in Folge vom Focus Gesundheitsmagazin zudes einem der führenden Mediziner Deutschlands gekürt.
2023 wurde die Neurochirurgische Klinik am Sana-Klinikum Hof eröffnet.

## Bedeutung
Das Sana-Klinikum ist ein Krankenhaus der Versorgungsstufe II, es verfügt über 465 voll- und 22 teilstationäre Betten und beschäftigt etwa 1.000 Mitarbeiter. Mit etwa 25.000 stationären und 30.000 ambulanten Fällen und 55.000 Patienten insgesamt pro Jahr ist es eines der größten somatischen Akutkrankenhäuser in Bayern.
Das Krankenhaus verfügt seit 2019 über das Da-Vinci-Operationssystem. Ein Nachbau des Roboters wurde im Rotmain-Center in Bayreuth ausgestellt.
Das Sana-Klinikum ist akademisches Lehrkrankenhaus der Friedrich-Alexander-Universität Erlangen-Nürnberg.

## Abteilungen

### Kliniken und Institute
- Allgemein-, Viszeral- und Thoraxchirurgie
- Anästhesiologie, operative Intensivmedizin und Schmerztherapie
- Sektion Schmerztherapie mit Schmerztagesklinik
- Diagnostische und Interventionelle Radiologie
- Frauenklinik – Gynäkologie und Geburtshilfe
- Gastroenterologie, Hepatologie, Infektiologie, Hämatologie und internistische Onkologie
- Sektion Hämatologie und Internistische Onkologie
- Gefäßchirurgie
- Kardiologie, Nephrologie, Pneumologie, internistische Intensivmedizin
- Sektion Nephrologie
- Sektion Pneumologie
- Klinik für Kinder- und Jugendmedizin
- Klinik für Neurochirurgie
- Neurologische Klinik
- Notfallmedizin
- Plastische-, Hand- und Mikrochirurgie
- Unfallchirurgie, Orthopädische Chirurgie und Handchirurgie
- Sektion Fußchirurgie und Kinderorthopädie
- Urologie, Kinderurologie, urologische Onkologie und Palliativmedizin
- Sektion Palliativmedizin und Medikamentöse Tumortherapie mit Palliativstation

### Medizinische Zentren
- Brustkrebszentrum
- Da Vinci Zentrum Oberfranken
- Darmkrebszentrum Hochfranken
- Endoprothetikzentrum Hof
- Perinatalzentrum Level II (Geburtshilfe)
- Prostatakarzinomzentrum Hof
- Schilddrüsenzentrum
- Regionales Traumazentrum Hof

### Funktionen und Dienstleistungen (Auswahl)
- Akutschmerzdienst
- Ambulantes Dialysezentrum
- Angiographie
- Bakteriologisches, klinisches- und chemisches Zentrallabor
- Bereitschaftspraxis
- Computer- und Kernspintomographie, Nuklearmedizin
- Ernährungsberatung
- Erzieherin und Schule für Patienten der Kinderklinik
- Kardiologisch-pulmonologische Funktionsabteilung
- Mammographie-Screening
- Pathologie
- Schlaflabor
- Sozialdienst
- Stomaberatung

sowie:
- Klinikseelsorger
- Patientenbibliothek
- Cafeteria, Mini-Markt und Frisörsalon

### Bildergalerie

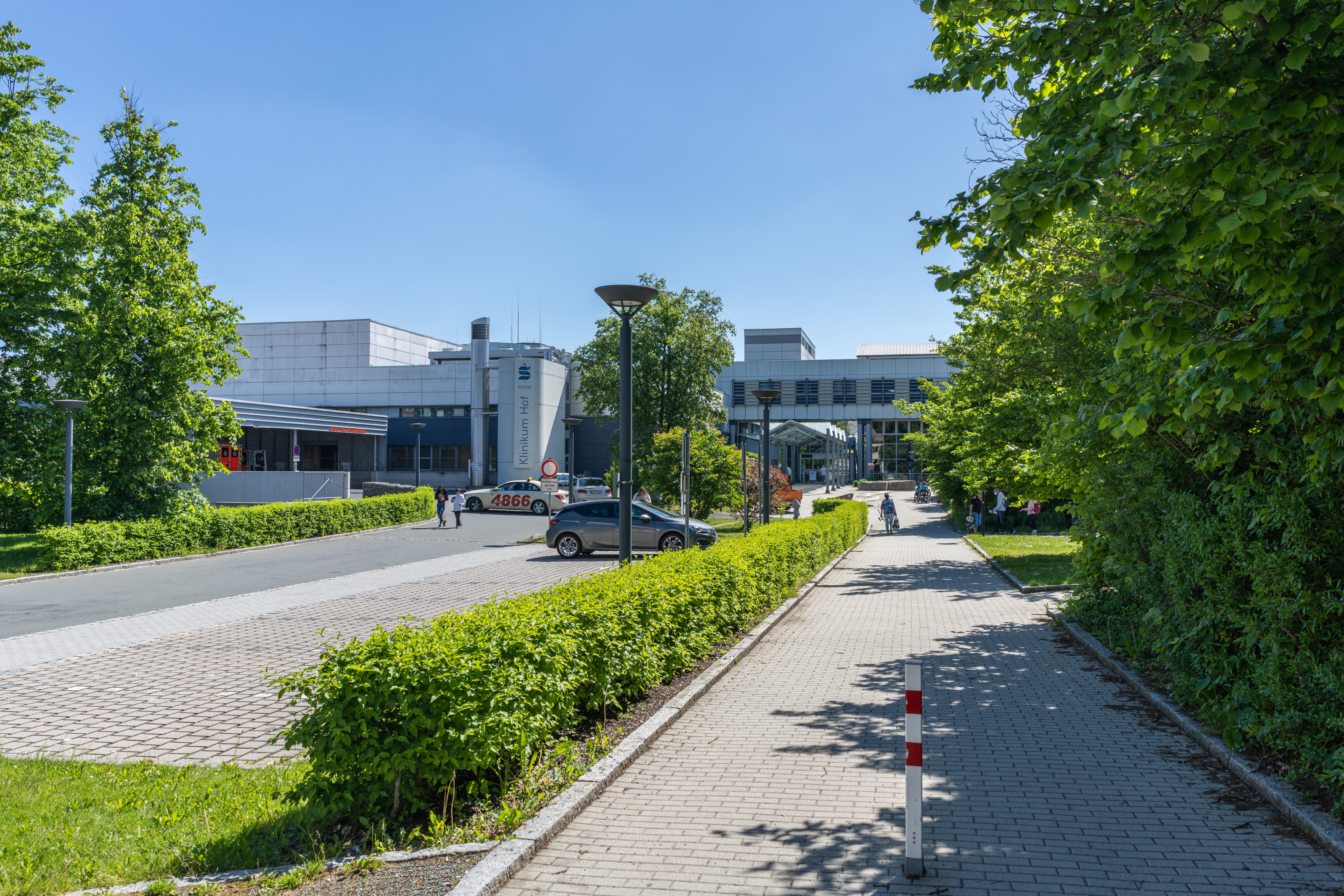
Haupteingang
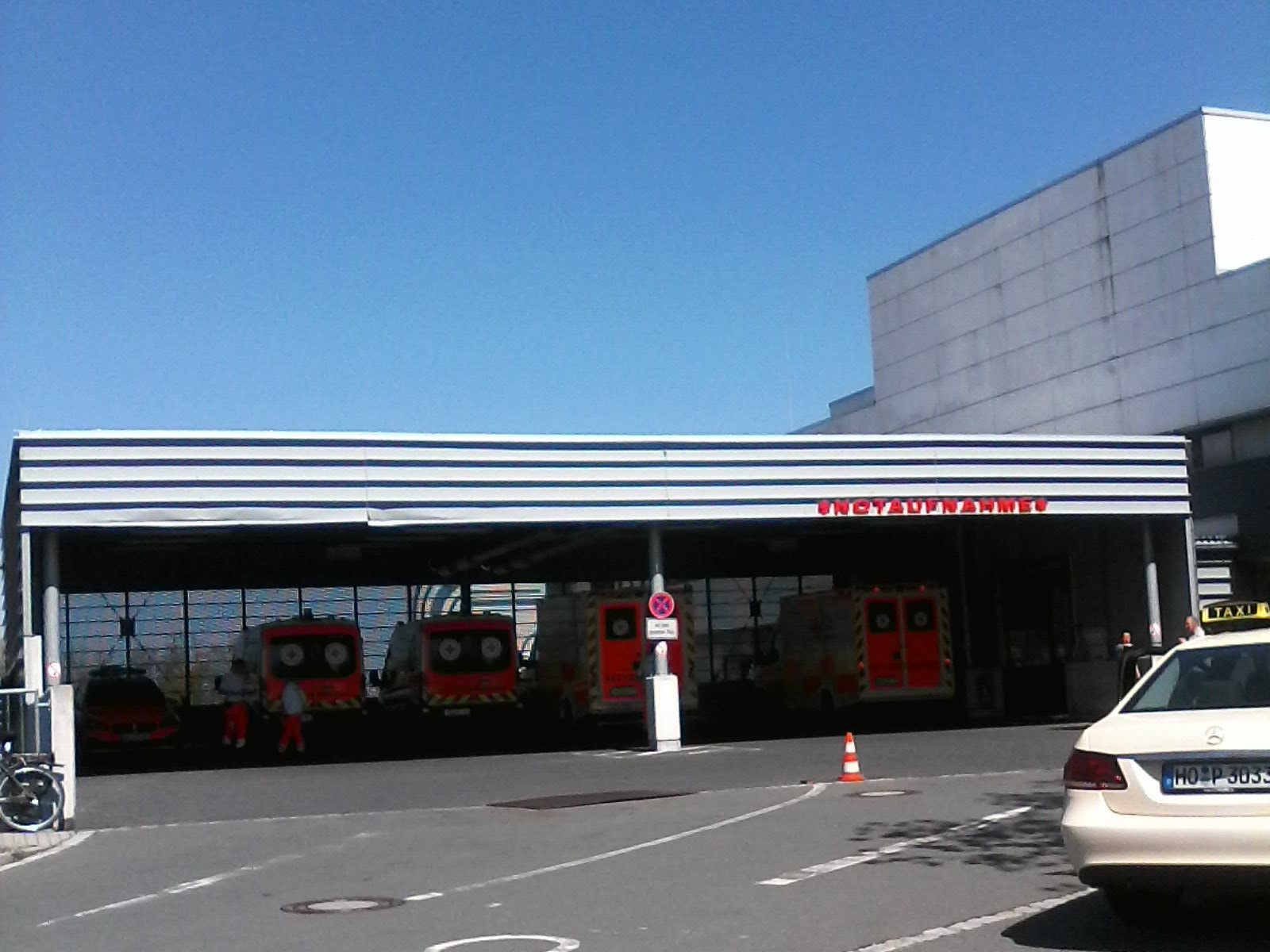
Notaufnahme
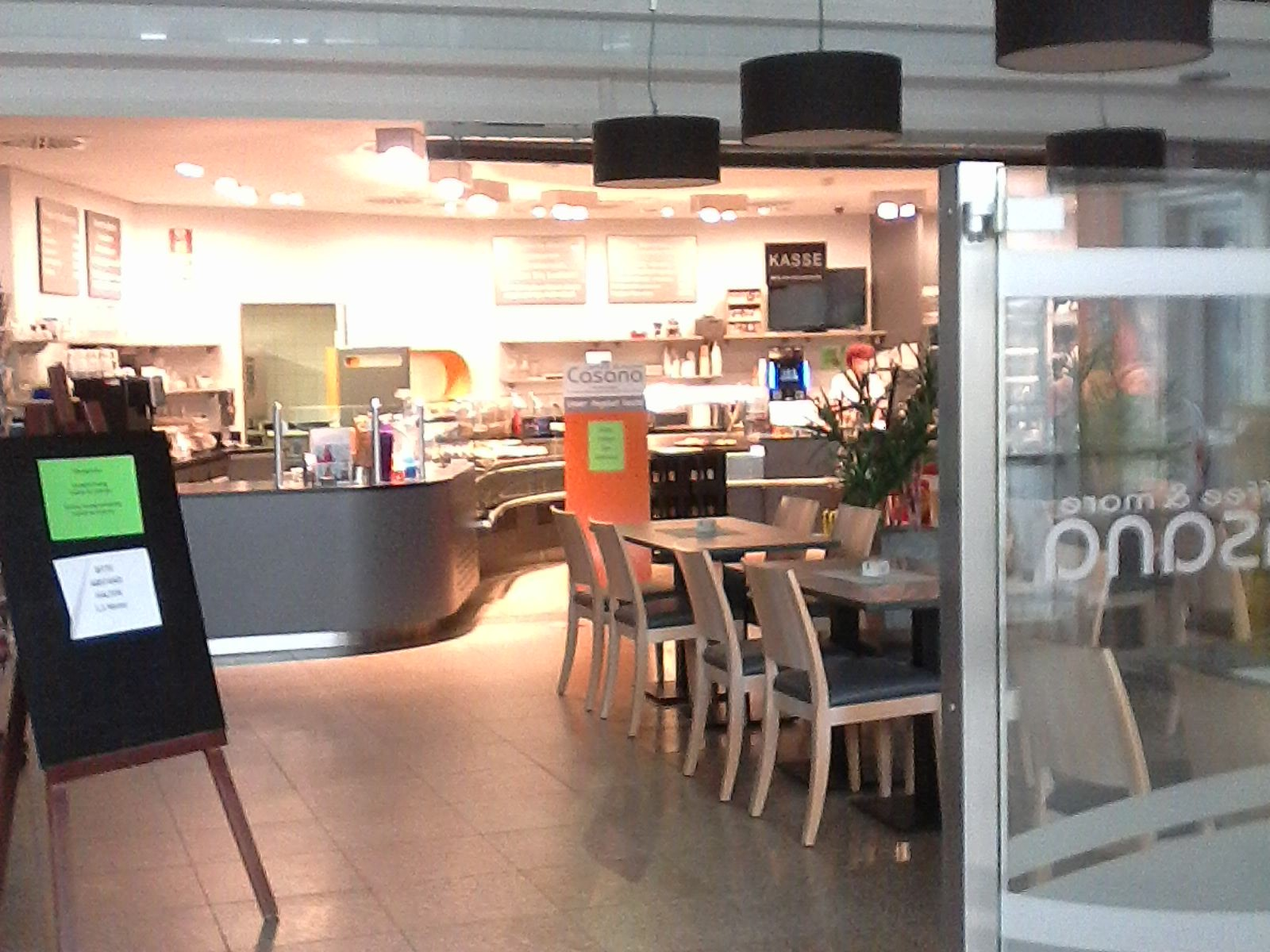
Cafeteria
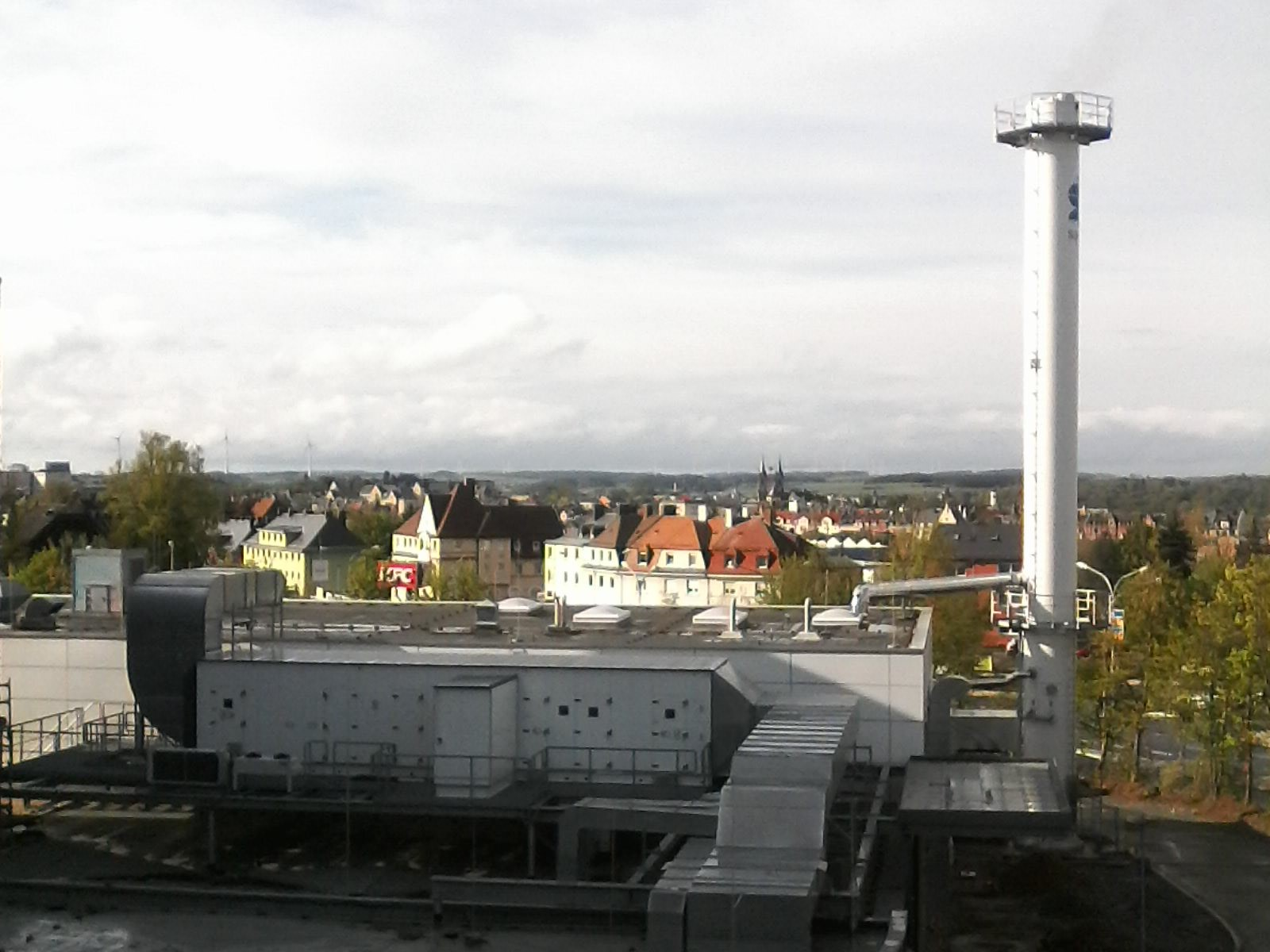
Energiezentrale
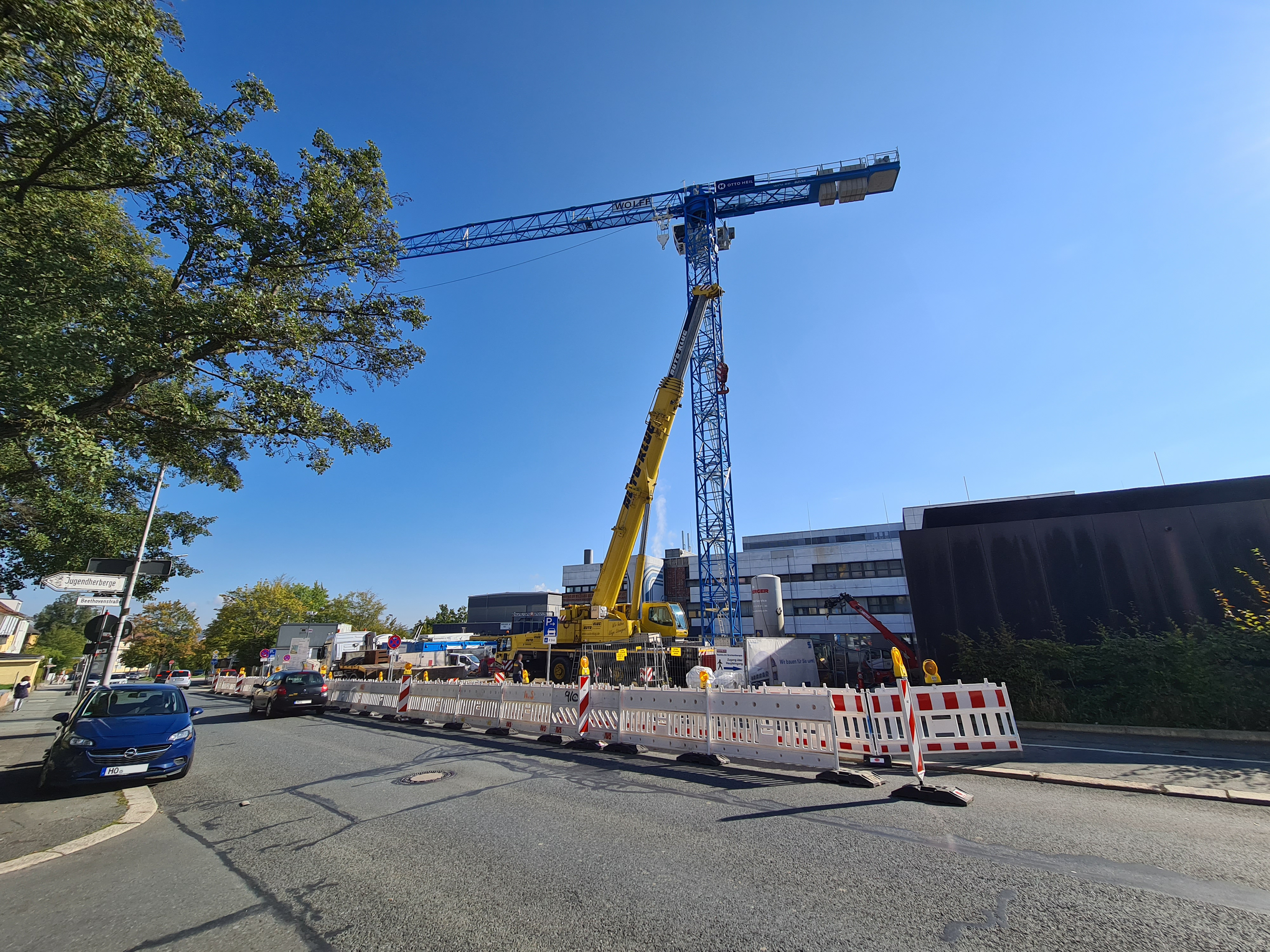
Bauarbeiten am Sana Klinikum 2022

## Raphael-Kapelle

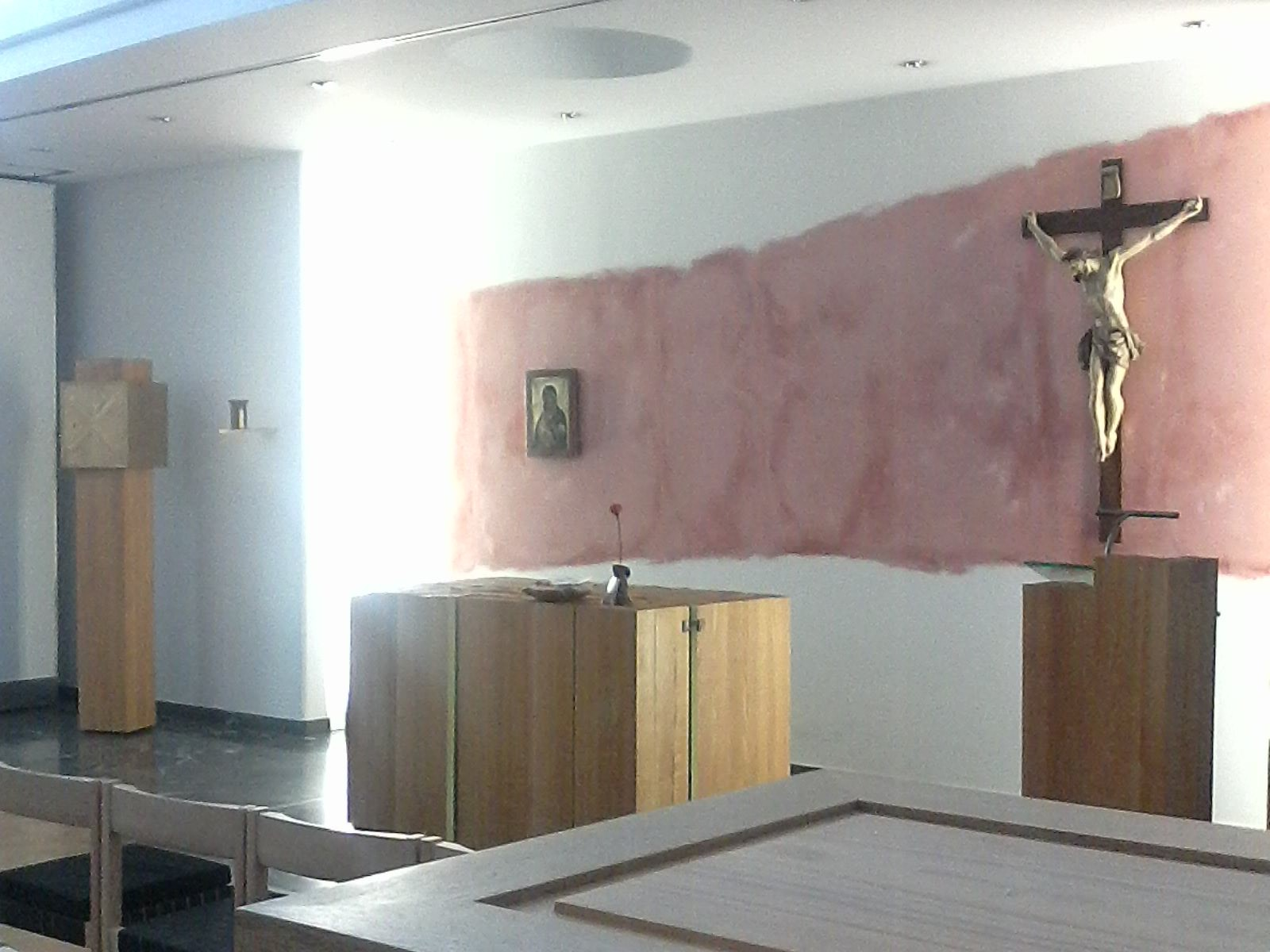
Raphael-Kapelle mit Blick zum Altar

Die Raphael-Kapelle des Hofer Klinikums liegt in der Ebene 2 und wurde im Jahr 2000 erneuert. Da in einem Krankenhaus erlebtes Leid und Sehnsucht nach Hoffnung und Gesundung den Tagesablauf bestimmen, ist eine Krankenhauskapelle mehr als ein Begleiter durch das Kirchenjahr und ein Ort der Versammlung christlicher Gemeinschaft. Bei der Gestaltung der Kapelle wurde daher Wert auf die Komponenten Licht und Wärme gelegt, erzielt mit den u Materialien Holz, Licht und Farbe. Der Werkstoff Holz steht für Wärme und Feuer. Das Licht bricht aus dem Altar in Kreuzform hervor, als Zeichen der Gegenwart Gottes und um Geborgenheit zu schenken. Das Kreuz erinnert zugleich an das Leid, das Jesus Christus mit dem Betrachter teilt. Glas ist transzendent und symbolischer Mittler zwischen der greifbaren Welt und dem Geist Gottes, der sie durchdringt.
Der Altar ist aus Eschenholz gefertigt, einem Holz, dem seit Urzeiten heilende Kraft nachgesagt wird. Auch der Ambo und der Tabernakel werden von diesem Holz getragen und bilden eine Einheit mit dem Altar. Der Altar ist als Flügelaltar konzipiert und kann gemäß mittelalterlicher und barocker Konzeptionen sein Inneres verschließen und öffnen. Die Farbgebung der Altarwand zwischen Gelb, Ocker und Altrot wurde mit Lasertechnik aufgetragen, die Farben überlagern sich. Der sich ergebende Farbwert hat in der Farbenlehre und -psychologie eine beruhigende Wirkung. Die Ikone und das Kruzifix wurden aus der alten Kapelle übernommen. Wie ein altes Pergament liegt zwischen beiden das schriftlose Wandbild.

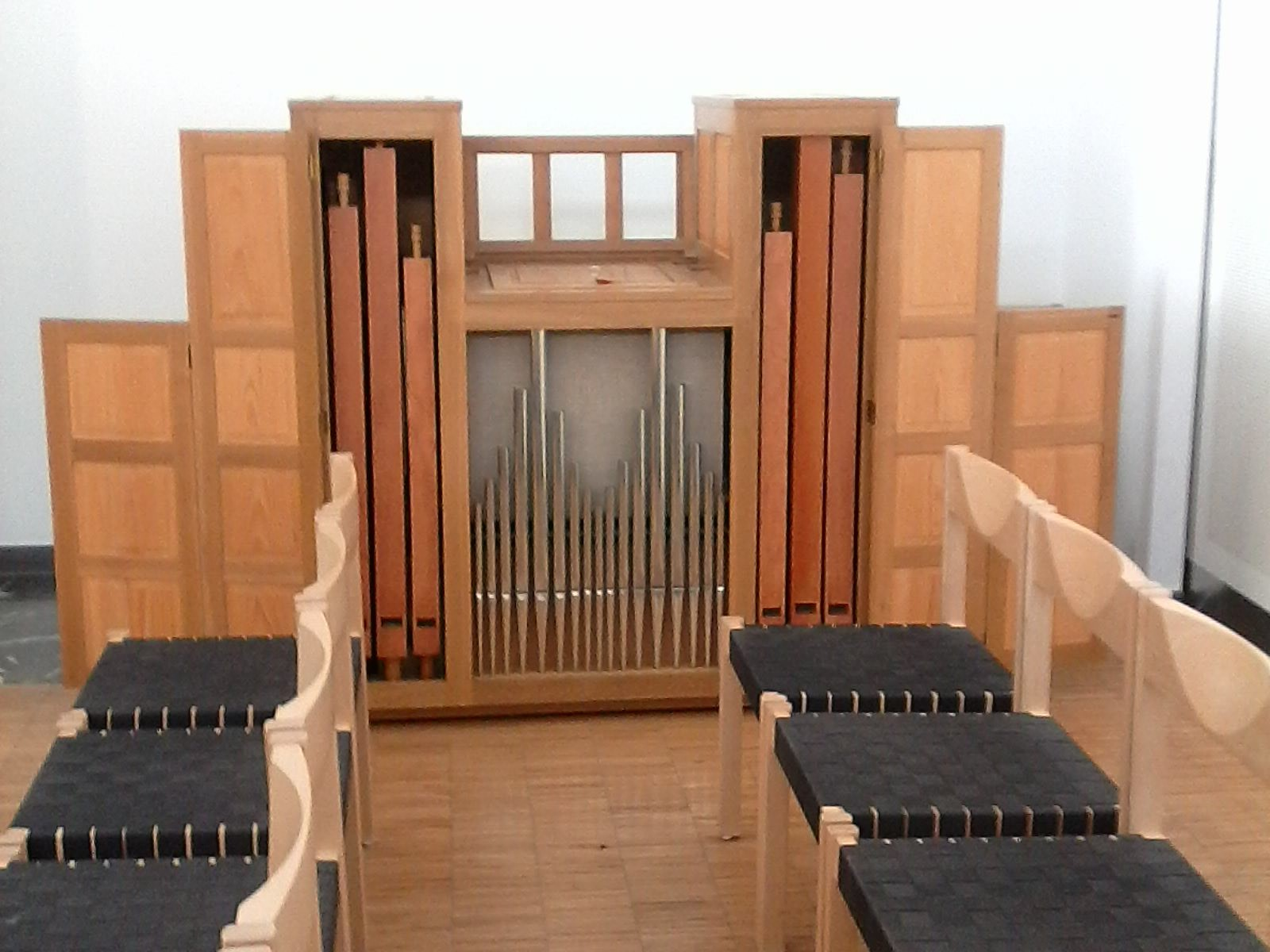
Orgelpositiv der Raphael-Kapelle

Im Zuge der Erneuerung der Raphael-Kapelle wurde das Orgelpositiv im Jahr 2000 von der Firma Johannes Klais Orgelbau erworben. Das Instrument wurde bereits 1994 als op. 1809 gebaut. Es verfügt über 4 Register auf einem Manual. Die Spieltraktur ist mechanisch, ebenso wie die Registertraktur mit der Schleiflade. Die Disposition lautet wie folgt:
| Manual C–f3 |       |
| Holzgedackt | 8′    |
| Rohrflöte   | 4′    |
| Prinzipal   | 2′    |
| Quinte      | 1 ⁄3′ |